# Tsanchifin
Chafan (Tsanchifin je naziv Luckiamute Indijanaca; McKenzie), jedna od skupina Calapooya Indijanaca, porodica kalapooian, iz Oregona. Njihovo područje nalazilo se na mjestu današnjeg grada Eugene City.
Godine 1855. potpisuju ugovor (poglavica Pulk-tah) koji je sklopljen u Daytonu u okrugu Yamhil s plemenima iz doline Willamette, nakon čega odlaze na rezervat Grand Ronde.